# Calolamprodes beybienkoi
Calolamprodes beybienkoi är en kackerlacksart som beskrevs av Anisyutkin 2006. Calolamprodes beybienkoi ingår i släktet Calolamprodes och familjen jättekackerlackor. Inga underarter finns listade.